# Tor Reidar Brekke
Tor Reidar Brekke (Jørpeland, 24 marzo 1955) è un ex calciatore norvegese, di ruolo difensore.

## Carriera

### Club
Brekke giocò nel Viking dal 1977 al 1983. Con questa maglia, vinse due campionati (1979 e 1982) e un'edizione della Norgesmesterskapet (1979).

## Palmarès

### Club

#### Competizioni nazionali
- Campionato norvegese: 2

Viking: 1979, 1982
- Coppa di Norvegia: 1

Viking: 1979